# 耶律善哥
耶律善哥（1213年—1264年），蒙古帝国将领，契丹族，赐名蒙古歹，辽王耶律留哥的次子。
1226年，跟随母姚里氏到河西阿里湫城（一说为西夏平凉府）觐见成吉思汗，受命跟随亲王口温不花。1230年，窝阔台派他参与攻破金朝天胜堡、凤翔府（今陕西省宝鸡市凤翔区），因功承袭兄长“拔都鲁”的称号。1232年，随蒙古军攻金，率兵三千渡过黄河，参与大军灭金。后攻打南宋，攻克光州（今河南省潢川县）、枣阳（今湖北省枣阳市），由千户升为广宁尹。至元元年去世，年五十二岁。其子耶律天祐，襲广宁千户，改广宁县尹。